# Windows Phone 7
A Windows Phone 7 a Microsoft Windows Phone termékcsaládjának első tagja. A Windows Embedded CE 6.0-ra épülő rendszer 2010. október 21-én jelent meg.
Támogatása 2014-ben szűnt meg.

## Története
A Microsoft a Windows Phone 7 Seriest 2010. február 15-én, a Mobile World Congressen mutatta be, majd a március 15-ei MIX-en további részleteket közölt. Mivel a nevet túl hosszúnak találták, áprilisban Windows Phone 7-re rövidítették. A végleges fejlesztői készletet szeptember 16-án adták ki. A HP később úgy döntött, hogy készülékeire a Microsoft rendszere helyett a korábban felvásárolt webOS-t telepíti.
2010. október 11-én Steve Ballmer, a Microsoft vezérigazgatója bejelentette, hogy a rendszert futtató HTC, Dell, Samsung és LG készülékeket Európában és Ausztráliában október 21-étől, az Amerikai Egyesült Államokban pedig november 8-ától értékesítik; a telefonok harminc ország hatvan szolgáltatójának kínálatában váltak elérhetővé, 2011-ben pedig további modelleket mutattak be. A „Mango” verziótól az Acer, a Fujitsu és a ZTE is adott ki Windows Phone 7-alapú készüléket.
Az első kiadás huszonöt nyelvet támogatott; a Windows Phone Store-ból további harmincötöt lehetett letölteni. A „Mango” és „Tango” verziókban további nyelvek váltak elérhetővé.

## Funkciók
Rendszermag
A Windows Phone 7 részben a Windows Embedded CE 6.0-ra, részben pedig a  Windows Embedded Compact 7-re épül.
Felhasználói felület
A rendszer felhasználói felületére Modern (más néven Metro) néven hivatkoznak. A kezdőképernyő csempékből épül fel, amelyek programokat, dokumentumokat és kapcsolatokat is jelölhetnek. Ezek az elemek dinamikusak: például az időjárás csempéjén az alkalmazás megnyitása nélkül látható az aktuális időjárás.
A szoftver számos szolgáltatásához összevont felületek állnak rendelkezésre: a kapcsolatok panelen a telefonszámok mellett a Facebook-hírfolyam, a fotók panelen pedig a felhőben tárolt tartalmak is láthatóak. A Facebook felhasználási feltételeinek változása miatt az integrációt 2015 nyarán letiltották.
A többujjas érintést támogató operációs rendszer alapértelmezésben sötét témát használ; ez az OLED-kijelzők esetén hosszabb akkumulátoridőt eredményez, mivel a fekete képpontok nem bocsátanak ki fényt. A beállításokban a világos téma mellett több szín is kiválasztható; ez a csempék és az alkalmazáselemek színét is befolyásolja.
Szövegbevitel
A gépelés a hangulatjeleket, helyesírás-ellenőrzést és szójavaslatokat is támogató képernyő-billentyűzettel lehetséges, de az operációs rendszer a hardveres billentyűzettel szerelt készülékeket is támogatja. A szoftverfejlesztők korlátozhatják az adott programban használható karakterkészletet. A beírt szavakra történő koppintással a hasonló kifejezések listája jelenik meg.
Üzenetkezelés
Az üzenetek az SMS-ekhez hasonlóan beszélgetésfolyamokba vannak rendezve.
Webböngésző
Az Internet Explorer Mobile telepített verziójának motorja az Internet Explorer 9-re épül. Párhuzamosan hat fül lehet nyitva; a weboldalak egyszerre töltődnek be. A honlapok csempe formájában a kezdőképernyőre rögzíthetőek. A böngésző támogatja a képek mentését, a lapok e-mailben történő megosztását, valamint a weboldalakon való keresést is. A Microsoft tervei szerint a böngészőt az operációs rendszertől függetlenül frissítenék.
Telefonkönyv
A kapcsolatok listája a „People hubon” kezelhető, aholwebes szolgáltatásokból (például Facebook vagy Twitter) is lehetséges importálni. A programban a közösségimédia-felületek hírfolyama, valamint a kapcsolatok által megosztott képek is megtekinthetőek, a kapcsolatok pedig rögzíthetőek a kezdőképernyőre.
Az egy személy több fiókjából származó információ egy csempe alá vonható össze; a Windows Phone 7.5-től kezdve a személyek csoportokba is rendezhetőek.
E-mail
Az e-mail-kliens támogatja az Outlook.com, Exchange, Yahoo! Mail és Gmail szolgáltatókat, de más, POP3 vagy IMAP protokollt használó fiók is hozzáadható. Az üzenetek feladó, címzett, tárgy és szövegtörzs szerint is szűrhetőek, valamint több postafiók egy üzenetfolyamba is összevonható.
Multimédia
A „Music + Videos hub” (más néven Zune) felületen lehetséges a készüléken tárolt fotók, videók, dalok és podcastok kezelése, emellett az Xbox Music Pass szolgáltatással zenék vásárolhatóak. Előadó szerinti rendezéskor az Xbox Musicról letöltődik a szerző életrajza. A Music + Videos felület más szolgáltatásokkal (például VEVO vagy iHeartRadio) is képes együttműködni.
A „Pictures hub” a készüléken és a SkyDrive-on tárolt, valamint a közösségimédia-felületekre feltöltött fotókat is képes kezelni, emellett lehetséges képek utóbbiakra való feltöltése és a más fotóihoz való hozzászólás is.
A Windows Phone 7 a WAV, MP3, WMA, AMR, MP4 és 3GP hang-, a WMV, AVI, MP4, 3GP és MOV videó-, illetve a JPG, PNG, TIF és BMP képformátumokat támogatja; ezek tényleges elérhetősége a telepített kodekektől függ. Egyesek szerint lehetséges a DivX- és XviD-kódolású AVI-k lejátszása is.
A Mango verziótól lehetséges maximum 1 MB méretű és negyven másodperc hosszúságú egyedi csengőhangok használata, azonban ezek csak a hívásokhoz rendelhetőek hozzá, az üzenetekhez nem.
Játékok
A „Games hub” hozzáférést biztosít az Xbox Live beállításaihoz, valamint üzenetek küldésére is alkalmas.
Keresés
A Windows Phone 7 rendszerkövetelményei közé tartozik a hardveres keresés gomb; ha a felhasználó egy program futása közben nyomja le, akkor az adott alkalmazásban kereshet (például a kapcsolatok között). A Windows Phone 7.5-től kezdve a gomb a Bing számára van fenntartva; a programokon belüli keresés szoftveres gombbal lehetséges.
A gomb lenyomásával a Bing hír-, valamint térképszolgáltatásában is lehet keresni. A Bing Maps navigációra is képes.
A TellMe Networks szoftverével működő beszédfelismerés a Start gomb lenyomásával érhető el. A mély integráció miatt a Bing az alapértelmezett keresőmotor, de a Microsoft szerint ez megváltoztatható.
Microsoft Office
A Microsoft Office-dokumentumok és -alkalmazások az „Office hubon” érhetők el. A mobilos verzióval a Word, Excel, PowerPoint, OneNote és SharePoint programokkal létrehozott, valamint a SkyDrive-on tárolt fájlok nyithatóak meg. Az Office-dokumentumok az alkalmazásnak megfelelő színű csempe szerint vannak rendezve (a Word kék, az Excel zöld, a PowerPoint vörös, a OneNote pedig lila).
Többfeladatosság
A vissza gomb nyomva tartásával elérhető feladatkezelő az utolsó öt alkalmazást jeleníti meg. A „Live Agents” segítségével a programok a háttérben is futhatnak.
Szinkronizáció
A készülékek szinkronizációja és frissítése a Zune alkalmazással lehetséges, amellyel Zune médialejátszók, dalok, videók és programok is vásárolhatóak. A zenék is videók a számítógépen és a telefonon is megtalálhatóak, azonban a vásárolt programok csak a telefonon.
Mac OS X-en a szinkronizáció az iTunesszal és iPhotóval kommunikálni képes Windows Phone Connectorral lehetséges; ezt azóta felváltotta a Windows Phone 8-hoz tervezett, de a 7-tel is működő Windows Phone App szolgáltatás.

## Eltávolított funkciók
Ugyan a Windows Phone 7 számos újítást tartalmaz, egyes a Windows Mobile 6.5-ben jelenlévő funkciókat eltávolítottak.
Hívásnapló
A hívásnapló a továbbiakban egyszerű listaként jelenik meg, nem lehet be- és kimenő, valamint nem fogadott hívások szerint rendezni.
Szinkronizáció
Az elődhöz képest nem lehetséges a Microsoft Outlookkal való szinkronizáció USB-n keresztül, az csak a felhőben lehetséges. A hiányzó funkció harmadik féltől származó szoftverrel (például Akruto Sync) valósítható meg. A felhasználók később kérték ennek visszaállítását.
Egyéb
- Adobe Flash[49]

### A későbbi verziókban bevezetett funkciók
Windows Phone 7.5
- Socketek[50]
- Kivágás, másolás, beillesztés[51]
- Részleges többfeladatosság harmadik féltől származó alkalmazásoknál[52]
- WPA-titkosítás nélküli, rejtett WiFi-hotspotokhoz való kapcsolódás[53][54][55]
- Tethering[* 1][57][58]
- Egyedi csengőhangok[59]
- Egységes e-mail-alkalmazás[60]
- USSD-hívások[61]
- VoIP-hívások saját alkalmazással[* 2][50]

Windows Phone 8.0
- SD-kártyák[* 3][64]
- USB-háttértárak[65]
- Bluetooth-fájlátvitel[66]
- WPA-titkosítással rendelkező, rejtett WiFi-hotspotokhoz való kapcsolódás[54]
- Számítógépes fájlátvitel céges alkalmazásoknál[64]
- VoIP és IP-alapú videóhívás a telefonalkalmazásba integrálva[66][67]
- Jelszóval védett Office-dokumentumok[68]
- Helyi titkosítás[69]
- Erős jelszavak[44]
- Teljes Exchange-támogatás[70]
- Natív alkalmazások
- Teljes többfeladatosság a háttérben[71]

Windows Phone 8.1
- IPsec-biztonság (VPN)
- Fájlkezelő
- Heti nézet a naptárban
- Univerzális keresés
- UMTS/LTE-videóhívás[72]

## Hardver
| Kijelző             | Kapacitív, négyujjas érintést támogató kijelző WVGA (480×800) felbontással                           |
| CPU                 | ARM v7 Cortex/Scorpio vagy Snapdragon QSD8X50, MSM7X30, MSM8X55                                      |
| GPU                 | DirectX 9-képes                                                                                      |
| Memória             | A Tango verziótól kezdve 256 MB RAM és 4 GB flashmemória                                             |
| Érzékelők           | Gyorsulás-, környezetifény- és közelségérzékelő, valamint AGPS                                       |
| Rádió               | FM-rádió                                                                                             |
| Hardveres gombok    | Hat hardveres gomb (Start, vissza, keresés, kamera, be/kikapcsolás és képernyőzár, valamint hangerő) |
| Opcionális eszközök | Előlapi kamera, iránytű és giroszkóp                                                                 |

Andy Lees, a Microsoft mobilkommunikációért felelős vezérigazgató-helyettese szerint a követelmények „kemények, de elfogadhatóak”. A Tango verziótól kezdve a lassabb processzorral szerelt chipsetek támogatása érdekében a RAM-igényt 512-ről 256 MB-ra csökkentették, azonban az 512 MB-nál kevesebb RAM-mal szerelt eszközökön az erőforrás-igényes alkalmazások nem futnak.

## Fogadtatása
Az Engadget és a Gizmodo szerint a Microsoft a modern mobilos operációs rendszer hiányát a Mango verzióval pótolta. A ZDNet elismerően nyilatkozott az érintésfelismerés pontosságáról, a képernyő-billentyűzetről, valamint a helyesírás-ellenőrzőt. Mindhárom weboldal kiemelte a gördítést és a kézmozdulatok felismerését. A PCWorld szerint a rendszer nélkülöz mindenféle biztonsági megoldást, az Office-alkalmazások „sokkolóan rosszak”, valamint szerintük a Microsoft teljes vásárlóközönségét magára hagyta.
A Modern felhasználói felület (más néven Metro) általánosságban pozitív értékeléseket kapott.

### Díjak
A rendszer a 2011-es International Design Excellence Awards (IDEA) keretében három díjban részesült: az interaktivitás kategóriájában arany, a kutatáséban ezüst, a tervezési stratégiáéban pedig bronz értékelést kapott.
A Windows Phone 7 arra az elképzelésre épült, hogy a végfelhasználó az uralkodó. A tervezési csapat a célfelhasználók körének meghatározásával és megértésével kezdte. Meg voltak győződve arról, hogy egy telefon képes olyan felhasználói élményt nyújtani, ahol a felhasználó, és nem annak tevékenysége számít. A Windows Phone 7 lehetővé teszi, hogy a felhasználók gyorsan be- és kiszálljanak, majd folytassák életüket.
Az értékelőn a rendszer megkapta az arany fokozatot elnyerőknek odaítélt közönségdíjat is.

## Fordítás
- Ez a szócikk részben vagy egészben  a   Windows Phone 7 című angol Wikipédia-szócikk ezen változatának fordításán alapul.  Az eredeti cikk szerkesztőit annak laptörténete sorolja fel. Ez a jelzés csupán a megfogalmazás eredetét és a szerzői jogokat jelzi, nem szolgál a cikkben szereplő információk forrásmegjelöléseként.